# تراورز کلارک
تراورز کلارک (انگلیسی: Travers Clarke؛ ۶ آوریل ۱۸۷۱ – ۲ فوریه ۱۹۶۲) فرد نظامی اهل بریتانیا بود. وی برندهٔ جوایزی همچون نشان امپراتوری بریتانیا و نشان حمام شده‌است.
افسر ارتش بریتانیا بود که در جنگ دوم بوئر و جنگ جهانی اول خدمت کرد. در طول جنگ جهانی اول، او سمت‌های مختلفی در ستاد داشت؛ او از سال ۱۹۱۷ تا ۱۹۲۱، سرتیپ ستاد ارتش در فرانسه بود و در آن زمان به عنوان سرتیپ ستاد کل نیروها منصوب شد.